# Inéligibilité
L'inéligibilité désigne l'incapacité à briguer un mandat électoral.

## Droit par pays

### Canada
L'article 65 de la Loi électorale du Canada indique qui sont les candidats inéligibles aux élections fédérales canadiennes ː 

« Les personnes suivantes ne peuvent se porter candidat à une élection :
a) les personnes qui n’ont pas qualité d’électeur le jour où leur acte de candidature est déposé;
b) les personnes qui sont inéligibles aux termes de l’alinéa 502(3)a); [NDLRː les personnes condamnées d'actes illégaux (5 ans d'inéligibilité) ou de manœuvres frauduleuses (7 ans d'inéligibilité) en vertu de la Loi électorale du Canada]
c) les membres de l’assemblée législative d’une province;
d) [Abrogé]
e) le directeur général des élections;
f) les juges nommés par le gouverneur en conseil, à l’exception des juges de la citoyenneté nommés sous le régime de la Loi sur la citoyenneté;
g) les personnes incarcérées dans un établissement correctionnel;
h) les fonctionnaires électoraux;
i) les personnes qui étaient candidates lors d’une élection antérieure, dans les cas où les documents visés au paragraphe 477.59(1) n’ont pas été produits pour cette élection dans les délais ou les délais supplémentaires impartis pour leur production. »

En règle générale, le droit de se présenter aux élections tend à comporter plus de restrictions que le droit de vote, bien que ces deux droits sont énoncés dans la même disposition de la Constitution, l'article 3 de la Charte canadienne des droits et libertés. Ainsi, les personnes incarcérées ont le droit de vote (arrêt Sauvé c. Canada (Directeur général des élections)), mais elles ne peuvent pas se présenter aux élections. De même, les juges nommés par le gouvernement fédéral ont le droit de vote (arrêt Muldoon c. Canada), mais ils ne peuvent pas se présenter aux élections.

### France
En droit français, les causes d'inéligibilité électorale peuvent être :
- légales : il existe un certain nombre de critères légaux à respecter pour être éligible (comme l'âge, la nationalité, ou le lieu de résidence) ;[réf. nécessaire]

- judiciaires : certaines condamnations judiciaires empêchent de pouvoir se présenter à certaines ou à toutes les élections, pendant une période donnée.[réf. nécessaire]